# ريتشارد تي كرين
ريتشارد تي كرين (بالإنجليزية: Richard T. Crane)‏ هو شخصية أعمال أمريكي، ولد في 15 مايو 1832، وتوفي في 8 يناير 1912.